# 中華民國陸軍工兵訓練中心
陸軍工兵訓練中心，簡稱工訓中心，位於臺灣高雄市燕巢區，阿公店水庫旁，是一所隸屬於陸軍教育訓練暨準則發展指揮部的兵監學校。

## 校史沿革

### 抗戰時期
- 1932年「陸軍工兵學校」成立於南京市光華門外，由林柏森擔任首任校長。
- 1935年至1947年則由蔣中正出任校長一職，期間因中國抗日戰爭情勢所需曾陸續遷往江西省清江縣、湖南省零陵縣等地，戰爭結束後又遷至安徽省蚌埠市，但不久即因國共內戰而再次遷校，在歷經南京、湖南零陵、貴州遵義等地後隨中華民國政府播遷至臺灣[1]。

### 戡亂時期
- 1951年於臺灣臺北萬華成立「工兵訓練班」。
- 1952年於臺灣臺北內湖復校（原址現為國防醫學院及三軍總醫院內湖總院區）。
- 1982年遷至臺灣高雄燕巢現址。

### 精粹時期
- 2014年4月1日，因應《軍事教育條例》修正，陸軍工兵學校正式更名為「陸軍工兵訓練中心」。[2][3]

## 歷任校長
- 林柏森（1932-1935）
- 蔣中正（1935-1947）
- 劉雲瀚
- 胡光熹
- 汪敬煦
- 楊厚綵
- 李克瑞
- 潘禮門
- 林筱鳴
- 鄭興邦
- 董瑞林
- 羅伯起
- 詹統光
- 周固
- 蕭樂同
- 蔡振義
- 吳孟武
- 李懷俊
- 陳威霖
- 林佳躍
- 葉昀輝

## 校歌
橋映長虹，機聲轆轆，這是工兵的洪爐；
教育要精實，科技要精通，工兵是萬能的兵種；
奉行主義，我們是革命先鋒，
山可移，海可填，攻必克，守必固，
效忠領袖，矢勤矢勇。
發揚吾校精神，發揚吾校精神！

## 電影娛樂
- 報告班長7 勇往直前

## 資料來源
1. ↑  .   [2012-08-15]. （原始内容存档于2014-03-08）.
2. ↑  王烱華; 趙元彬（攝）. . 臺北: 臺灣蘋果日報社. 2013年10月21日  [2014年5月8日]. （原始内容存档于2017年10月5日）.
3. ↑  張立臻; 阮正霖. . 軍事新聞通訊社 (臺北: 青年日報社). 2014-04-02. [永久]

## 外部連結
- （繁體中文） 陸軍工兵訓練中心
- （繁體中文） 國防部修正「陸軍工兵學校組織規程」部分條文及編制表  （页面存档备份，存于）
- （繁體中文） 新聞特寫　陸軍工兵學校 （页面存档备份，存于）
- （繁體中文） 臉書專頁　陸軍工兵